# Miconia quadripora
Miconia quadripora är en tvåhjärtbladig växtart som beskrevs av John Julius Wurdack. Miconia quadripora ingår i släktet Miconia och familjen Melastomataceae. Inga underarter finns listade i Catalogue of Life.